# La Caleta
La Caleta – miasto i gmina na Dominikanie, położone w południowej części prowincji Santo Domingo. 

## Opis
Miasto położone nad Morzem Karaibskiem, obecnie zajmuje powierzchnię 98,35 km² i liczy 24 698 mieszkańców 1 grudnia 2010. 